# Renta mínima de inserción
La Renta Mínima de Inserción o RMI, también llamada Salario Social, es una ayuda que se da a personas con riesgo de exclusión social, que carecen de unos ingresos mínimos con los que alcanzar una calidad de vida básica.

## Descripción
En su forma más típica, consiste en una prestación de naturaleza económica, integrada por la suma de una prestación mensual básica y un complemento variable, en función de los miembros que forman parte de la unidad de convivencia.
Es común que esta renta reciba otros nombres dependiendo de que organismo o país la tramite: Salario social, renta social, renta mínima, renta garantizada de ciudadanía, ayudas para la integración en situaciones de emergencia social, etc.